# سسک خاکستری‌وزرین
خرچنگ خاکستری‌وزرین (نام علمی: Myiothlypis fraseri) گونه‌ای از پرندگان خانواده چرخ‌ریسک‌نمایان (Parulidae) است که در اکوادور و پرو یافت می‌شود. زیستگاه‌های طبیعی آن جنگل‌های خشک نیمه‌گرمسیری یا گرمسیری و جنگل‌های جلگه‌ای نمناک نیمه‌گرمسیری یا گرمسیری است. جنبه‌هایی از زیست‌شناسی زادآوری سسک خاکستری‌وزرین اخیراً توسط میلر و همکاران توضیح داده شده است. (۲۰۰۷)، بر اساس نمونه‌ای از دو آشیانه. این نام از جانورشناس و مجموعه‌دار بریتانیایی لوئیس فریزر گرفته شده است.